# Gerda Prochaska-Stolze
Gerda Prochaska-Stolze (* 30. November 1933 in Brünn, Tschechoslowakei; † 15. September 2022) war eine deutsche Opernsängerin. Die Mezzosopranistin war auch Gründerin einer Konzertagentur.
Die aus Mähren stammende Prochaska lebte seit 1949 in Garmisch-Partenkirchen. Ausgebildet wurde sie von Kuhn-Engleder in Oberammergau und am Konservatorium Wien.
Nach ersten Konzerten in Wien, Luxemburg und London folgten Engagements an deutschen Bühnen und schließlich an der Volksoper Wien. Hier lernte sie ihren späteren Ehemann Gerhard Stolze kennen, der zu der Zeit dort als Kammersänger engagiert war. Nach dessen frühen Tod im Jahr 1979 gründete die Sängerin, die sich nach der Verschlechterung des Gesundheitszustandes ihres Mannes zwischenzeitlich auch als Pensionswirtin betätigt hatte, die Konzertagentur Konzerte Prochaska.
Hernach trat Prochaska-Stolze mit Konzertabenden hervor, insbesondere mit literarisch-musikalischen Kombinationsprogrammen. Mit Peter Pasetti und Erik Werba nahm sie in diesem Zusammenhang eine Langspielplatte auf. Sängerische Schwerpunkte wurden das Lied und das Oratorium. Ein diesbezüglicher Höhepunkt war sicherlich die zentrale Mitwirkung des Mezzosoprans an der 1994 auch auf CD erschienenen Aufführung des Stabat mater von Giovanni Battista Pergolesi und Parafrasi del Christus von Donizetti am Prager Rudolfinum im Jahre 1993.
Seit 1996 beschäftigte Prochaska-Stolze sich mit der Thematik „Klassische Musik – Barocke Pferde“. Ihre Carmina-Burana-Aufführung mit barocken Pferden feierte ihre Premiere im Reitstadion Riem.